# 栃木市立寺尾中学校
栃木市立寺尾中学校（とちぎしりつ てらおちゅうがっこう）は、栃木県栃木市鍋山町にある公立中学校。

## 沿革

### 年表
- 1947年4月1日 - 寺尾村立寺尾中学校として開校。
- 1954年9月30日 - 寺尾村の栃木市編入により、栃木市立寺尾中学校と改称。

## 教育方針
- 教育目標
  - 自ら考え学習する生徒
  - 心身ともに健康な生徒
  - 情操豊かな生徒

## 通学区域
旧寺尾村域に相当する栃木市立寺尾中央小学校、寺尾南小学校の学区が寺尾中学校の学区となっている。
- 梅沢町
- 出流町
- 星野町

- 鍋山町
- 大久保町
- 尻内町

## 周辺
- 栃木市役所寺尾支所
- 栃木警察署寺尾駐在所
- 梅沢郵便局
- 栃木市立寺尾中央小学校